# اشتروهایم
اشتروهایم (به آلمانی: Stroheim) یک منطقهٔ مسکونی در اتریش است که در ناحیه افردینگ واقع شده‌است. اشتروهایم ۲۸٫۷ کیلومتر مربع مساحت دارد و ۴۸۹ متر بالاتر از سطح دریا واقع شده‌است.